# Lesní Jakubov
Lesní Jakubov là một làng thuộc huyện Třebíč, vùng Vysočina, Cộng hòa Séc.